# Ray Blanchard
Ray Milton Blanchard (IPA: blæntʃərd; Hammonton, 9 ottobre 1945) è un sessuologo statunitense con cittadinanza canadese, noto per i suoi studi di ricerca sulla pedofilia, transessualismo, e l'orientamento sessuale. Ha anche pubblicato studi di ricerca sulla fallometria e diverse parafilie, tra cui il travestitismo e l'asfissia autoerotica.

## Biografia
Blanchard è nato a Hammonton, nel New Jersey. Ha conseguito la laurea in psicologia presso l'Università della Pennsylvania nel 1967 e il dottorato di ricerca dalla University of Illinois nel 1973. Ha condotto la ricerca post-dottorato presso Dalhousie University fino al 1976, quando ha accettato una posizione come uno psicologo clinico presso l'Ontario Correctional Institute a Brampton, Ontario, Canada (un sobborgo di Toronto). Lì, Blanchard incontrò Kurt Freund, che divenne il suo mentore. Freund stava conducendo ricerche sulla castrazione chimica per reati sessuali. Nel 1980, si unì al Clarke Institute of Psychiatry (ora parte del Center for Addiction and Mental Health). Nel 1995 Blanchard è stato nominato Responsabile dei servizi di sessuologia clinica nel programma di Legge e Salute Mentale della CAMH, dove ha prestato servizio fino al 2010. È professore di Psichiatria all'Università di Toronto. Ha prestato servizio nella sottocommissione American Psychiatric Association DSM-IV sui disturbi dell'identità di genere ed è stato nominato per il comitato DSM-5. Secondo il Web of Science gli articoli scientifici di Blanchard sono stati citati più di 1800 volte.